# Auris (Schiff)
Die Auris war das erste durch Gasturbinen angetriebene Frachtschiff weltweit und wurde 1948 bei der Werft Hawthorn, Leslie & Company in Hebburn, South Tyneside, Großbritannien gebaut.

## Geschichte
Der Stapellauf fand am 19. Mai 1947 statt und im April 1948 wurde das unter der Baunummer 686 entstandene Schiff an die britische Reederei Anglo-Saxon Petroleum Company (einer Tochter von Royal Dutch Shell) in London übergeben. Sie war eines der letzten "3-12" Serienschiffe dieses Mitte der 1930er Jahre von John Lamb, dem Chef der technischen Inspektion von Royal Dutch Shell entwickelten Tankertyps. Anders als ihre zahlreichen Schwesterschiffe war sie bei ihrer Fertigstellung mit einem dieselelektrischen Antrieb ausgerüstet und wurde im transatlantischen Linienverkehr eingesetzt. 1951 wurde ein Dieselmotor zu Erprobungszwecken durch eine 920 kW Gasturbine ersetzt. 1956 wurde der komplette Antrieb durch eine einzelne 4270 kW Gasturbine mit Untersetzungsgetriebe ersetzt. Nach ihren Umrüstungen wurde sie weiterhin regulär eingesetzt und am 12. Juni 1960 auf dem Fluss Blackwater aufgelegt. Anfang Mai 1962 verließ sie diesen wieder in Richtung Blyth, wo sie schließlich ab dem 5. August abgebrochen wurde.

## Gasturbinenantrieb
John Lamb legte den Maschinenbereich schon beim Neubau für den Betrieb mit Schweröl aus und plante weiterhin den Umbau auf den CODLAG-Antrieb (COmbined DieseleLectric And Gas). Der erste Umbau im November 1951 erfolgte mit einer von B. E. G. Forsling konstruierten Gasturbineneinheit von British Thomson-Houston aus Rugby. Mit dieser machte die Auris im Oktober des Jahres ihre erste Reise mit dem neuen Antrieb vom Tyne nach Port Arthur in Texas. Dieser Antrieb wurde danach bis zum nächsten Umbau im Jahre 1956 problemlose 20.150 Stunden betrieben. Unter anderem wurde im März 1952 die weltweit erste Reise eines Frachtschiffes mit ausschließlichem Gasturbinenantrieb von Plymouth nach Curacao durchgeführt, bei dem eine Durchschnittsgeschwindigkeit 7,2 Knoten erreicht wurde.
1958/59 wurde auf der Werft Cammell Laird ein komplett neuer Schiffsantrieb, bestehend aus einer Gasturbine mit 5575 PS Leistung, die auf ein Untersetzungsgetriebe wirkte, eingebaut. Um den Einbau der großen Lufteinlässe zu realisieren, mussten die hinteren Decksaufbauten weitgehend umgebaut und mit erheblich größerem Schornstein versehen werden. Der umsteuerbare Hydraulik-Getriebesatz von Pametrada (Parsons and Marine Engineering Turbine Research and Development Association), einer Entwicklungsgesellschaft des Britischen Schiffbauindustrieverbands, wirkte im Betrieb auf Voraus über eine hydraulische Kupplung, während er im Rückwärtsbetrieb über einen ebenfalls hydraulisch betriebenen Drehmomentwandler arbeitete. Um während der Reise den etwa sechsprozentigen Schlupf im Vorausbetrieb auszuschließen, war eine zusätzliche hydraulisch betätigte Zahnradkupplung installiert. Zwar stieg die Geschwindigkeit durch diesen Umbau auf 14 Knoten, es wurde aber schnell klar, dass der Umbau im wirtschaftlichen Sinn kein Erfolg war. Die hohen Betriebskosten (Treibstoffverbrauch: 247 g/PSh) wurden, anders als von Lamb vorausgesagt, nicht von Einsparungen in der Wartung der Anlage aufgefangen. Jedoch wurde der Beweis erbracht, dass ein störungsfreier und zuverlässiger Betrieb einer solchen Anlage möglich war.